# A Lett Tudományos Akadémia épülete
A Lett Tudományos Akadémia épületét a második világháború után építették Rigában a szovjetek, akik ezt egy ajándéknak tekintették a lett népnek más szovjet országok ipari munkásaitól és földműveseitől. Az épület a Lett Tudományos Akadémia székháza. Ez volt az első felhőkarcoló az országban, és a Szent Péter templom után a legmagasabb lettországi épület volt a Hansabanka központi irodájának megépüléséig. A Osvalds Tīlmanis, Vaidelotis Apsītis, Kārlis Plūksne, Vlagyimir Snyitnyikov által tervezett épület hasonlít a moszkvai sztálinista felhőkarcolókra (különösen a moszkvai egyetem épületére).